# マリナ・ズエワ
マリナ・ズエワ（ロシア語: Мари́на Оле́говна Зу́ева、ラテン翻字：Marina Zueva、1956年4月9日 - ）は、旧ソビエト連邦出身の元女性フィギュアスケートアイスダンス選手で、現在はフィギュアスケートコーチ兼振付師。パートナーはアンドレイ・ヴィトマン。息子はフィギュアスケート選手のフェドール・アンドレーエフ。

## 経歴
ソビエト連邦代表選手として出場した1976年のネーベルホルン杯で優勝、世界選手権と欧州選手権には1977年と1978年の計4度出場をしたが、メダルを取ることはなかった。その後選手としてのキャリアを終え、フィギュアスケート振付師として活動を始める。
ズエワの存在を世に知らしめたのは、オリンピックで2度の金メダルに輝いたエカテリーナ・ゴルデーワとセルゲイ・グリンコフのペアであった。1980年代からゴルデーワとグリンコフの振り付けをズエワが常に担当し、1988年カルガリーオリンピックでは金メダルを獲得した。その後ゴルデーワとグリンコフが1990年に一度プロへ転向し、1993年に再びアマチュアに復帰したときもズエワが振付を行い、再び1994年リレハンメルオリンピックで金メダルを獲得するに至った。
その後、タニス・ベルビン&ベンジャミン・アゴスト組やサーシャ・コーエン、安藤美姫、中野友加里など多くの選手の振付を担当し、現在ではアメリカのフィギュアスケートクラブを拠点に活動している。

## 主な戦績
| 大会/年          | 1976-77 | 1977-78 |
| ---------------- | ------- | ------- |
| 世界選手権       | 5       | 7       |
| 欧州選手権       | 5       | 6       |
| ネーベルホルン杯 | 1       |         |